# BPM132
《BPM132》(일본어: ビー·ピー·エム132; 한국어: 비피엠132)는 TWO-MIX의 첫 정규 음반이다.

## 개요
《BPM》시리즈의 첫 작품으로, 작곡부터 마스터링까지 5주간 미만으로 만든 앨범이다.
데뷔 싱글이자 《신 기동전기 건담 W》의 오프닝 주제가 "JUST COMMUNICATION"을 수록한 앨범이다.
이 앨범은 오리콘 차트 최고 순위 16위를 기록하였다.

## 수록곡
작사，작곡，편곡：TWO-MIX
1. JUST COMMUNICATION (1st 싱글)
2. GOOD DANCE!!
3. THOUSAND NIGHTS
4. FRIENDS
5. SILENT CRUISING
6. CALLIN' YOU
7. DIVIN' TO PARADISE
8. I LOVE YOU
9. SECOND IMPRESSION (1st 싱글 C/W)
10. YOU CAN DO IT

## 같이 보기
- TWO-MIX
- 신기동전기 건담W